# Heterogamodes
Heterogamodes är ett släkte av kackerlackor. Heterogamodes ingår i familjen Polyphagidae.
Kladogram enligt Catalogue of Life:
| Heterogamodes | \| \| Heterogamodes hebraica \| \| \| \| \| \| Heterogamodes ursina \| \| \| \| |
|               | \| \| Heterogamodes hebraica \| \| \| \| \| \| Heterogamodes ursina \| \| \| \| |
|               | Heterogamodes hebraica                                                          |
|               |                                                                                 |
|               | Heterogamodes ursina                                                            |
|               |                                                                                 |